# The Adventure of the Missing Three-Quarter
The Adventure of the Missing Three-Quarter(O Atleta Desaparecido) é um conto de Arthur Conan Doyle protagonizado por Sherlock Holmes e Dr. Watson. Publicado pela primeira vez na Strand Magazine, em Agosto de 1904, com ilustrações de Sidney Paget e na Collier´s Weekly, em Novembro de 1904, com ilustrações de Frederic Dorr Steele.

## Enredo

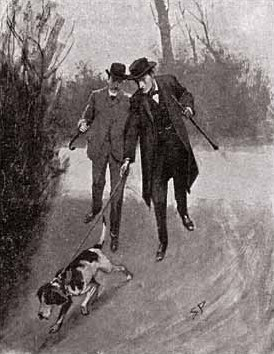
Sherlock Holmes e Dr. Watson investigam com a ajuda de Pompey.

Cyril Overton procura Sherlock Holmes por conta do desaparecimento de Godfrey Staunton, um famoso jogador de rúgbi. O homem saiu de seu quarto na faculdade e foi embora após receber um telegrama, cuja resposta dizia "Ajude-nos, pelo amor de Deus". Godfrey é sobrinho do Lorde Mount James, seu único parente vivo. Holmes passa a investigar o caso e consegue ter acesso ao conteúdo do telegrama (que não é revelado no conto).

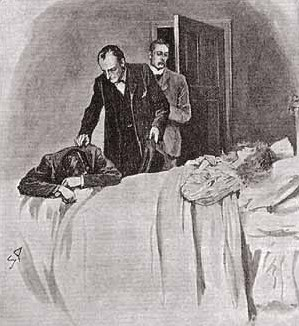
Holmes encontra Godfrey chorando sobre o corpo de uma mulher.

Para investigar o caso, o detetive contará com a ajuda de Pompey, um labrador com um excelente faro. Após seguir Leslie Armstrong, médico e amigo íntimo de Godfrey, descobre o paradeiro do atleta, encontrando-o chorando sobre o corpo de uma mulher. 